# Mar Saba
Mar Saba (Grieks: Λαγρα Σαββα τογ Ηγιαεμενοι; Hebreeuws: מנזר מר סבא) is een Grieks-orthodox klooster in de Kidronvallei in de woestijn van Judea. Jurisdictioneel valt het klooster onder het Patriarchaat van Alexandrië. Het werd in 439 door Sabbas van Jeruzalem gesticht. Tegenwoordig wonen er nog maar twintig monniken, in de zeventiende eeuw waren dat er wel vierduizend. Het is een van de oudst bewoonde kloosters ter wereld. Tradities worden in ere gehouden; zo mogen vrouwen alleen de Vrouwentoren bij de hoofdingang bezoeken.
De laatste kerkvader Johannes Damascenus kwam in 735 naar dit klooster toe en leefde hier gedurende de laatste jaren van zijn leven tot zijn dood in 749.